# Raven Is the Flavor
«Raven Is The Flavor» (en español: «Raven Es El Sabor») es el segundo sencillo de la cantante estadounidense Raven-Symoné, tomado de su álbum debut, Here's to New Dreams. El video musical fue dirigido por JJColine.

## Lista de canciones
CD Sencillo
1. «Raven Is the Flavor» (Main Mix)
2. «Raven Is the Flavor» (Álbum Versión)

Casete
1. «Raven Is the Flavor» (Álbum Versión)

Vinyl, 12", Promo
- A1 «Raven Is the Flavor» (Main Mix)
- A2 «Raven Is the Flavor» (Álbum Versión)
- B1 «Raven Is the Flavor» (Main Mix)
- B2 «Raven Is the Flavor» (Álbum Versión)